# Yulee
Yulee é uma Região censo-designada localizada no estado americano de Flórida, no Condado de Nassau.

## Demografia
Segundo o censo americano de 2000, a sua população era de 8392 habitantes.

## Geografia
De acordo com o United States Census Bureau tem uma área de
59,6 km², dos quais 59,5 km² cobertos por terra e 0,1 km² cobertos por água.

## Localidades na vizinhança
O diagrama seguinte representa as localidades num raio de 40 km ao redor de Yulee.